# Elly Schlein
Elena Ethel Schlein, més coneguda com a Elly Schlein  (pronunciació en italià: //ˈɛlli ˈʃlain//) (Lugano, 4 de maig de 1985), és una política italiana. És l'actual vicepresidenta de la regió Emília-Romanya d'ençà del 28 de febrer de 2020, després d'haver ocupat el càrrec d'eurodiputada amb el Partit Democràtic (PD) de 2014 a 2015 i posteriorment amb Possibile fins al 2019.
Arran de la desfeta de la Lliga Nord a les eleccions d'aquesta regió, la figura d'Elly Schlein ha esdevingut el símbol del reviscolament de l'esquerra contra les posicions ultradretanes de Matteo Salvini.
El finals de febrer de 2023 fou escollida primera secretària del PD a les eleccions primàries de la formació celebrades per rellevar de l’ex-primer ministre italià Enrico Letta. Al voltant d’un milió de persones van votar a les primàries, obertes a totes les persones residents a Itàlia majors de 16 anys. Schlein va rebre bona part del seu suport a les grans ciutats del nord del país (Milà, Torí, Bolonya i Florència), i també es va imposar a Roma, Nàpols i a Sicília, sent la candidata més votada entre els electors que no pertanyen al PD (el candidat alternatiu, Bonaccini ha estat el favorit dels militants).
Schlein, laica, bisexual i d'origen jueu, ha promès donar un gir del partit socialdemòcrata cap a posicions d'esquerra contestatària i mobilitzar l’electorat jove contra Giorgia Meloni.